# Esaias von Pufendorf
Esaias von Pufendorf (före adlandet Pufendorfer), född 25 juli 1628 i Dorfchemnitz, död 26 augusti 1689 i Regensburg, var en svensk diplomat.
Esaias von Pufendorf var son till kyrkoherden Esaias Pufendorfer och bror till Samuel von Pufendorf. Efter studier vid universiteten i Leipzig och Jena blev han 1649 magister vid det sistnämnda universitetet. Han verkade därefter en tid som docent i Leipzig och utgav bland annat avhandlingar om druiderna och Platons teologi. Som lärare till fältmarskalken Hans Christoph von Königsmarcks son Otto Wilhelm, kom han i kontakt med de inflytelserika kretsarna i Sverige, och 1659 trädde han i svensk statstjänst. Pufendorf sändes 1662 som kommissionär till Königsberg i det hemliga uppdraget att knyta närmare förbindelser mellan Sverige och de preussiska kuststäderna, särskilt Danzig. Förhandlingarna rann dock ut i sanden, och Pufendorf utvisades av den brandenburgske kurfursten 1663. Under senare delen av 1660-talet tjänstgjorde han vid den svenska ambassaden i Paris och var i realiteten Sveriges minister där. 1670 blev Pufendorf regeringsråd i Bremen och Verden och 1671 resident i Wien. Hans försök att åstadkomma ett närmare mellan kejsaren och svenska regeringen strandade på grund av Sveriges förbund med Frankrike 1672. Efter slaget vid Fehrbellin förklarade kejsaren Sverige krig. Under de följande åren innehade Pufendorf, som adlats 1673, olika diplomatiska uppdrag vid mindre tyska hov. 1674 utnämndes han till kansler i Bremen och Verden. Ofta självrådig kom Pufendorf ofta i konflikt med regeringen, vars reduktionspolitik han ogillade. 1657 kom det till öppen brytning. 1658 blev Pufendorf dansk gesant i Regensburg, varför han av Svea hovrätt 1659 i sin frånvaro dömdes till döden. Flera diplomatiska berättelser av Esaias von Pufendorf har bevarats. Han har ibland liksom sin bror utpekats som författare till Les anecdotes de Suède.